# Théâtre Romen

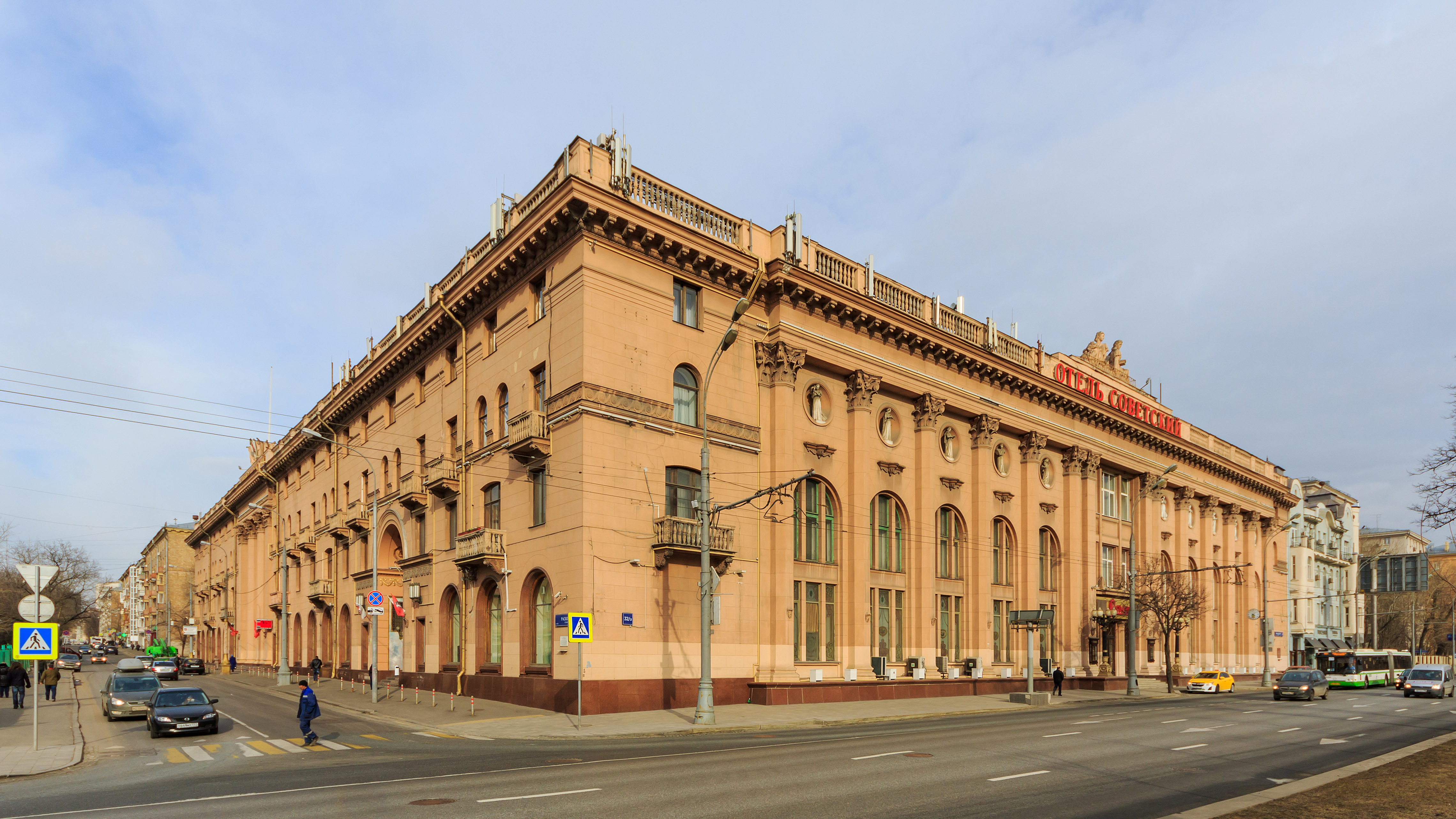
Théâtre Romen

Le Théâtre Romen (en russe Московский музыкально-драматический театр « Ромэн »), fondé en 1931, est un théâtre rom de Russie.

## Précurseurs
Dès le XVIIIe siècle, des chœurs de Roms russes chantent à Moscou et à Saint-Pétersbourg. À la fin du XIXe siècle, le conducteur d'une de ces chorales, Nikolaï Chichkine, fonde une première troupe de théâtre rom. Elle joue en public pour la première fois en 1896, dans une opérette du Théâtre de l'Arcadie, nommée en russe Цыганские песни в лицах, traduite en anglais par Gypsy Songs in Faces, et qui sera jouée pendant plusieurs années. Le 13 avril 1887, au Théâtre Maly de Moscou, les mêmes jouent dans l'opérette de Johann Strauss II Le Baron tzigane le rôle des roms.
Le 28 mars 1888 au Théâtre Maly, la troupe de Chichkine joua la première opérette de langue romani, Enfants des forêts. La pièce eut un grand succès et tint l'affiche pendant 18 ans. En 1892, Chichkine produit une nouvelle opérette, Vie tsigane.

## Historique
Le 24 janvier 1931, le Studio Indo-Rom ouvre à Moscou. Le premier metteur en scène, Moïsh Goldblat, et le premier compositeur, Semen Bougatchevski, sont des activistes juifs. Au bout d'un mois le studio présente ses premiers travaux.
Le 16 décembre 1931, le studio présente sa première comédie musicale dramatique, La Vie sur des roues (en russe Жизнь на колёсах). La pièce comporte 3 actes et est basée sur une pièce de l'auteur rom Alexandre Germano. À la suite de cette représentation, le Studio est renommé Théâtre Romen.
Depuis 1977, son directeur artistique et metteur en scène est Nikolaï Slitchenko.